# George Elwood Smith
George Elwood Smith (White Plains, New York, 10. svibnja 1930. – Barnegat Township, New Jersey, 28. svibnja 2025.) bio je američki fizičar. Doktorirao (1959.) na Čikaškom sveučilištu. Radio je za tvrtku Bell Laboratories (od 1959. do 1986.). Bavio se istraživanjem i razvojem lasera i poluvodičkih uređaja. Izumio je svjetlosni senzor koji je zamijenio film kao medij za snimanje (u fotografiji, filmu, astronomiji i drugom). Za izum optičkoga senzora od poluvodičkih dioda (CCD) s W. Boyleom dobio Nobelovu nagradu za fiziku 2009. (te je godine nagrađen i Ch. Kao).

## Digitalni fotoaparat
Uz klasični postupak snimanja i pohrane fotografija i pokretne slike na filmsku traku, krajem 20. stoljeća javljaju se uređaji za snimanje pokretnih slika na magnetski medij video-snimači (video recorder) i reproduciranje takvih snimaka - video reproduktor (video-player). Usavršeni su i objektivi i brojni uređajii koji djelomično ili potpuno automatiziraju rutinske radnje pri snimanju u području: mjerenja osvijetljenosti, izračunavanja i automatske postave parametara za snimanje (otvora, vremena eksponiranja filma, automatskog uoštravanja), umjetnog rasvjetljavanja objekta - bǉeskalice, nasnimavanja zvučnog zapisa i drugo, što je sve bio preduvjet za razvoj današnjih digitalnih kamera.
21. stoljeće unosi digitalnu tehnologiju i u svijet foto i kino-snimanja. Umjesto na fotoosjetljivi film, digitalna kamera sliku projicira na osjetilo slike, sastavljen od velikog broja fotoosjetljivih ćelija, koje digitaliziraju elemente slike, to jest svjetlosne veličine pretvaraju u skup podataka o položaju, nijansi boje i stupnju osvijetljenosti pojedinih mikroskopskih površinica koje čine sliku (takozvani pixel od engl. picture element), a tako dobivene digitalne podatke upisuju u odgovarajućem obliku na svoju memoriju. Postoji mnoštvo različitih slikovnih ili filmskih formata (vrsta datoteka). Kao memoriju, dakle sredstvo za pohranu podataka, fotoaparati koriste memorijske kartice, a filmske kamere magnetsku traku, DVD disk (obično smaǉenog promjera od 80 mm), a u novije vrijeme tvrdi disk (HDD) i također memorijske kartice većeg kapaciteta. 
Digitalne kamere u širem smislu obuhvaćaju digitalne fotoaparate raznih klasa, te digitalne video kamere za snimanje pokretnih slika (engl. camcorder), koje u Hrvatskoj po inerciji i danas zovemo filmske kamere ili skraćeno kamere, iako snimanje na klasičnu filmsku traku odlazi u prošlost. S digitalnom tehnikom, skokovito raste stupanj automatizacije, tako da skuplji fotoaparati omogućuju snimanje kraćih filmskih sekvenci, snimanje u potpunom mraku nevidljivim svjetlom koje emitira sama kamera, snimanje panoramskih snimaka sastavljenih od pet i više pojedinačnih snimaka, primjenu različitih učinaka i drugo, a filmske kamere automatski nasnimavaju i reproduciraju zvuk, nude opcije nekoliko vrsta pretapanja iz kadra u kadar, omogućuju reprodukciju na ugrađenom LCD zaslonu ili na TV ekranu direktno iz kamere, a sve to bez, ili s minimalnom intervencijom snimatelja. Uz mnoge prednosti digitalnih kamera, karakteriziraju ih i brojne specifičnosti, od kojih neke možemo smatrati i nedostacima. Za očekivati je da će razvitak tehnologije ublažavati ove nedostatke.